# Reformierte Stadtkirche Brugg

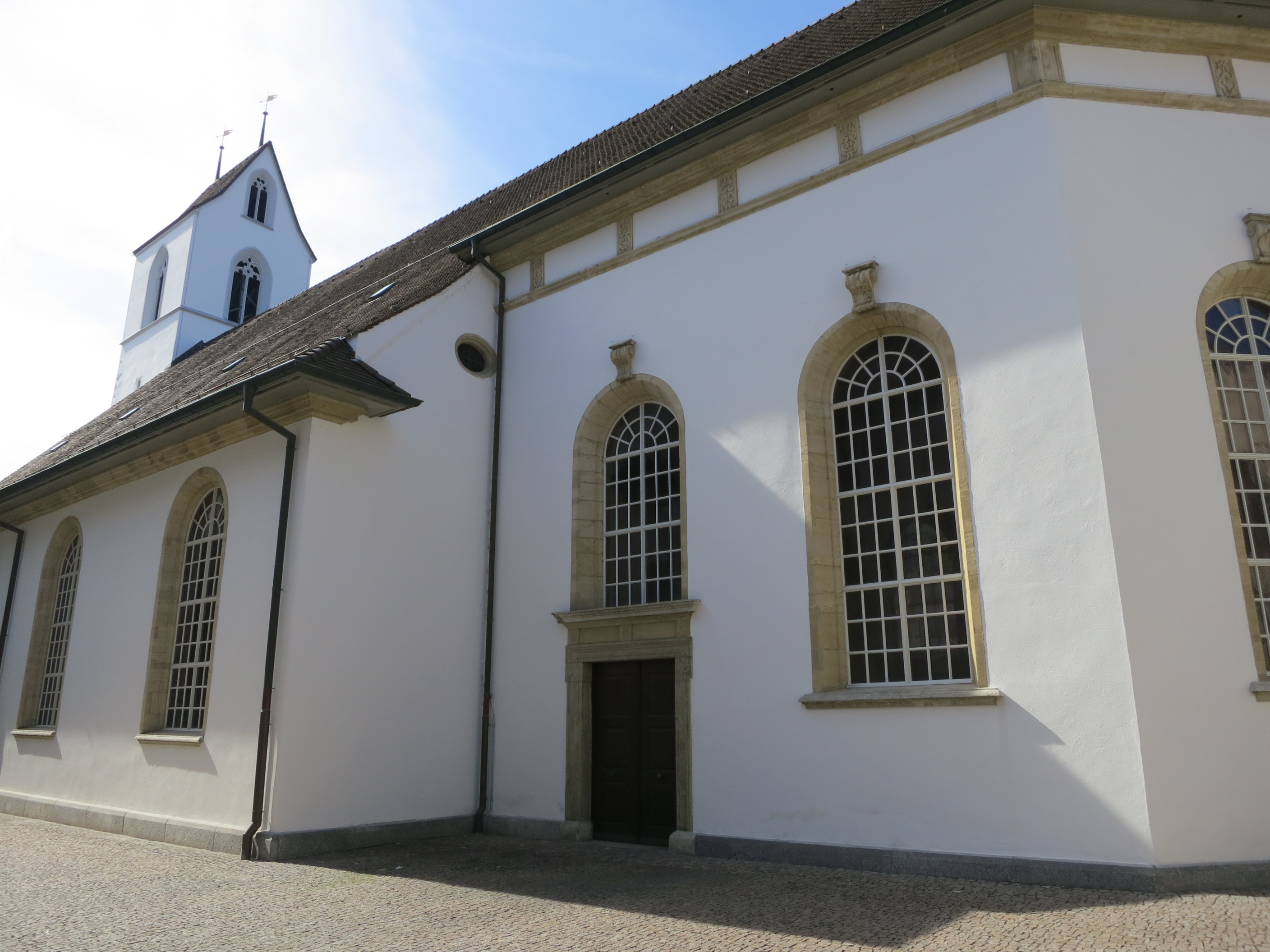
Reformierte Stadtkirche Brugg

Die reformierte Stadtkirche Brugg ist die reformierte Kirche des aargauischen Städtchens Brugg in der Schweiz.

## Geschichte

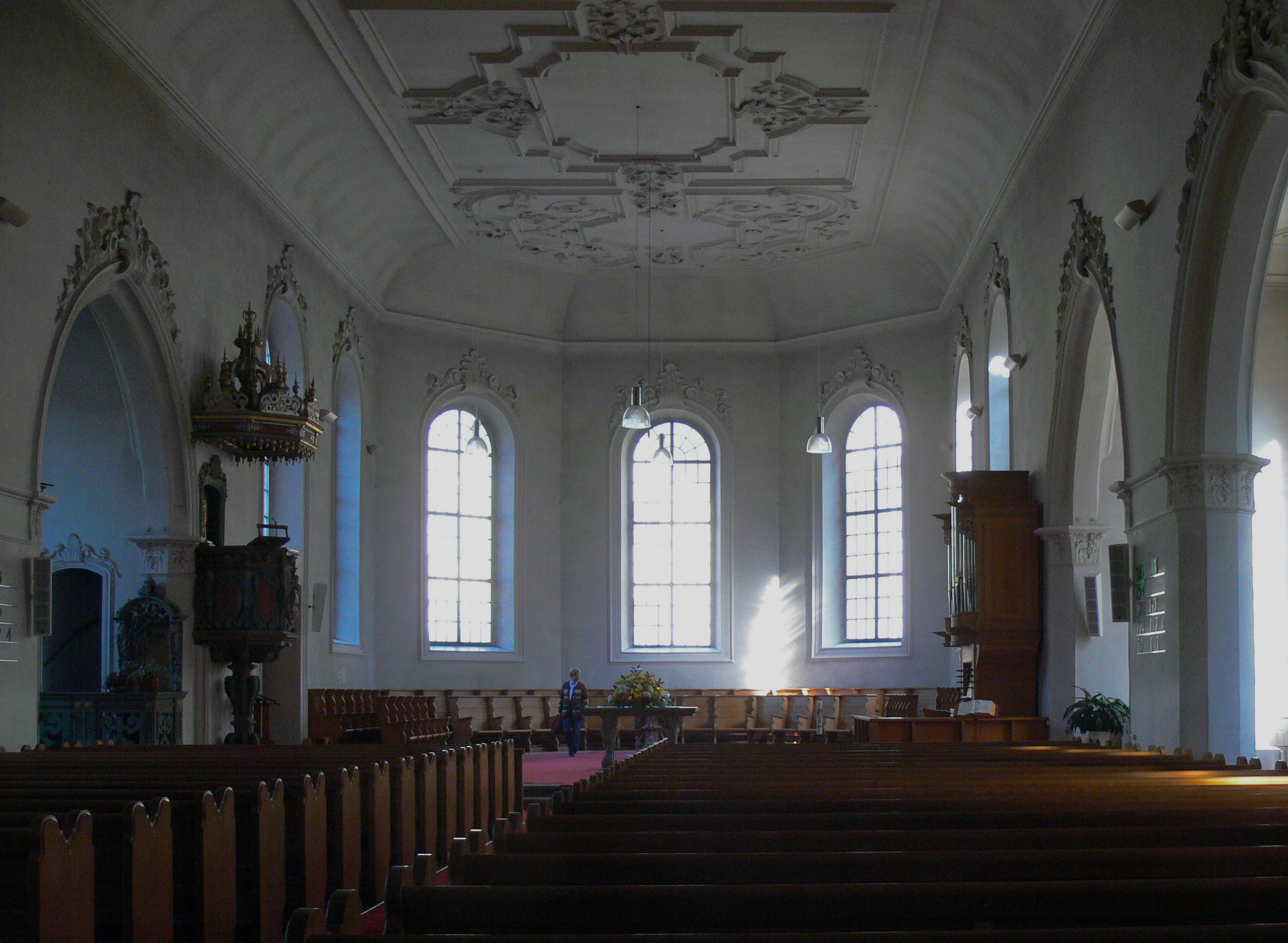
Der Innenraum der Kirche

Die damals dem heiligen Nikolaus geweihte Stadtkirche wurde erstmals in einer Urkunde von 1227 erwähnt. Der älteste Teil war der ursprünglich zur Stadtbefestigung von Brugg gehörende Turm, der Glockenturm wurde. Die ursprünglich aus einem romanischen Saalraum und einem kleinen Chor bestehende Kirche hatte zunächst den Rang einer Kapelle und gehörte zur Pfarrei Windisch. Um 1300 wurde das Schiff verlängert und ein grösserer viereckiger Chorraum errichtet. Im Laufe des 14. Jahrhunderts wurde die Kirche noch einmal umgestaltet. Immer noch im Stil der Romanik wurde das Kirchenschiff auf die Abmessungen des heutigen Mittelschiffs erweitert und der Turm an der Westseite wurde mit der Kirche verbunden.
Nach und nach entstanden Seitenkapellen und am Ende des 15. Jahrhunderts entstand dann die vierte Kirche. Von der Baugeschichte berichtet der Brugger Stadtschreiber Sigmund Fry in seiner Stadtchronik. Unter der Beteiligung des Berner Münsterwerkmeisters Niklaus Birenvogt an der Planung wurde ein gotischer Chor mit Rippengewölbe und hohen Fenstern errichtet. Das Kirchenschiff blieb schlicht und erhielt Seitenschiffe an Stelle der Kapellen. Diese Kirche wurde 1518 geweiht und zehn Jahre später, durch die Einführung der Reformation in Bern, zu einer reformierten Kirche. Die Bilder und Statuen wurden entfernt. Kanzel, Abendmahlstisch und Taufstein, alle aus Stein, wurden 1640/1642 in der Kirche aufgestellt.
Aufgrund von Schäden, die nicht ausgebessert werden konnten, wurde die Kirche in der Zeit zwischen 1734 und 1740 durch einen Neubau ersetzt. Kanzel, Abendmahlstisch und Taufstein blieben erhalten und sind noch heute in der Kirche zu finden.

## Ausstattung

### Hauptorgel
Schon Anfang des 16. Jahrhunderts wird eine Orgel in der Kirche von Brugg erwähnt. Das heutige Instrument von 1967 wurde durch die Orgelbau-Werkstatt Metzler aus Dietikon gebaut und hat 36 Register auf drei Manualen und Pedal. Es ersetzt eine ältere Orgel, die 1890 von Friedrich Goll (Luzern) gebaut wurde, 25 Register auf zwei Manualen hatte und 1912 auf 33 Register erweitert worden war.

### Glocken
Die reformierte Kirchgemeinde Brugg verfügt über sieben Glocken. Fünf davon gehören zum Vollgeläut, eine weitere hängt ebenfalls im Turm und ist auch läutbar, die zweitkleinste wurde 2002 abgehängt und steht heute im südlichen Vorraum des Turms.
| Glocke | Nominal | Gussjahr | Giesser, Gussort         | Masse   | Durchmesser | Bemerkung                   |
| ------ | ------- | -------- | ------------------------ | ------- | ----------- | --------------------------- |
| 1      | A°      | 1924     | H. Rüetschi, Aarau       | 4353 kg | 192 cm      |                             |
| 2      | d′      | 1501     | Niklaus Oberacker, Brugg | 2400 kg | 149 cm      | heisst Nikolausglocke       |
| 3      | e′      | 1924     | H. Rüetschi, Aarau       | 1277 kg | 127 cm      |                             |
| 4      | fis′    | 1924     | H. Rüetschi, Aarau       | 0823 kg | 111 cm      |                             |
| 5      | a′      | ?1479 ?  | ?                        | 0730 kg | 101 cm      |                             |
| 6      | e″      | 1493     | ?                        | 0180 kg | 062 cm      | gehört nicht zum Vollgeläut |
| 7      | dis″    | 1501     | Niklaus Oberacker, Brugg | 0250 kg | 069 cm      | hängt nicht mehr im Turm    |

## Nachweise
1. ↑  organindex.de: Brugg, Reformierte Stadtkirche (Hauptorgel); hier auch Disposition der Orgel
2. ↑  Reformierte Kirchen im Aargau – Die Kirche Brugg: Die Glocken, hier auch Inschriften der Glocken einsehbar

Koordinaten: 47° 29′ 6,4″ N, 8° 12′ 20,1″ O; CH1903: 657804 / 259654